# Јуки Оцу
Јуки Оцу (јап. 大津 祐樹; 24. март 1990) јапански је фудбалер.

## Каријера
Током каријере је играо за Кашива Рејсол, Борусија Менхенгладбах, VVV-Venlo и Јокохама Ф. Маринос.

## Репрезентација
За репрезентацију Јапана дебитовао је 2013. године. За тај тим је одиграо 2 утакмице.

## Статистика
| Јапан  | Јапан   | Јапан  |
| Година | Наступи | Голови |
| ------ | ------- | ------ |
| 2013.  | 2       | 0      |
| Укупно | 2       | 0      |